# Eliezer de Carvalho Rios
Eliezer de Carvalho Rios (Rio Grande, 9 de novembro de 1921 - Rio Grande, 25 de março de 2015) foi um importante pesquisador brasileiro na área de Oceanografia, com ênfase em Malacologia. Graduou-se em Química pela Universidade Federal do Rio Grande do Sul (UFRGS) em 1944 e ensinou Química Inorgânica durante 25 anos na Universidade Federal do Rio Grande (FURG).

## Museu Oceanográfico Professor Eliezer de Carvalho Rios
Em 1953, com ajuda de alguns amigos, fundou o Museu Oceanográfico, onde foi diretor por 50 anos. Com o apoio da Prefeitura Municipal do Rio Grande, que cedeu o primeiro  prédio, localizado no interior da Praça Tamandaré, onde permaneceu de 1953 a 1972, o Museu Oceanográfico passou a desenvolver pesquisas de laboratório e implantou uma exposição com seu acervo para visitação, contribuindo para despertar na população local o interesse pelas ciências do mar. Durante esses 50 anos que foi diretor, o prof. Rios montou uma coleção de 51.000 conchas e 8.800 espécies, escreveu quatro livros sobre conchas Brasileiras (1970,1975,1985 e 1994) e publicou mais 70 pequenos papers sobre moluscos. Em 1971, ele recebeu seu diploma de mestrado em Malacologia e depois fez um curso ministrado pelo professor Dr. Emily Vokes (Tulane University) na UFRGS.
Foi presidente da Sociedade Brasileira de Malacologia por duas vezes (1977-1979 e 1991-1993). Foi também um dos fundadores do curso de Oceanologia da Universidade Federal do Rio Grande juntamente com Boaventura Barcellos, Nicolas Vilhar e Cícero Vassão. Eles já vinham há algum tempo pensavam em implantar na região um centro para estudos ligados ao oceano.
O Prof. Eliézer de Carvalho Rios, que atuava no curso de Engenharia Industrial, foi indicado para assumir o cargo de Diretor do curso de Oceanologia e coordenar as medidas administrativas para seu funcionamento. A primeira turma era constituída, em sua maioria, por acadêmicos da cidade ou do Rio Grande do Sul. As aulas tiveram início no dia 1° de março de 1971. A aula inaugural, que teve por título “Novos Mundos da Oceanografia”, foi proferida no auditório da Biblioteca Rio-Grandense pelo Diretor do curso.  Rios foi também paraninfo da segunda turma de formandos.
Durante sua carreira, publicou mais de 75 trabalhos científicos a partir do acervo malacológico que conquistou. De grande importância na área, foram os 5 livros de referência sobre conchas da costal marinha brasileira (1970, 1975, 1985, 1994 e 2009). Esses e outros trabalhos também enriqueceram o acervo, uma vez que muitos lotes, bem como as espécies de moluscos descritas (material tipo), se encontram depositados na coleção tipológica do Museu Oceanográfico Professor Eliezer de Carvalho Rios, que possui mais de 350 lotes, entre Holótipos e Parátipos.
Em 2016 foi inaugurada, em sua homenagem, a Escola Municipal de Ensino Fundamental Professor Eliezer de Carvalho Rios na Praia do Cassino, cidade do Rio Grande - RS.

## Livros Publicados
Rios, E.C. Coastal Brazilian seashells. Fundação Cidade do Rio Grande, 255 p. + 4maps + 60 pls., Rio Grande, 1970.
Rios, E.C. Brazilian marine mollusks iconography. Fundação Cidade do Rio Grande, 331p. + 91 pls., Rio Grande, 1975.
Rios, E.C. Seashells of Brazil. Fundação Cidade do Rio Grande, 328 p. + 102 pls., Rio Grande, 1985.
Rios, E.C. Seashells of Brazil, 2 ed. Fundação Universidade do Rio Grande. 368p., Rio Grande, 1994.
Rios, E.C., Compendium of Brazilian Sea Shells. Ed. Evangraf., 668 p., Rio Grande, 2009.